# Museo etnografico Prishtina
Il Museo del Tesoro Etnologico del Kosovo è un museo etnografico sito a Pristina, in Kosovo. È situato nel complesso Emin Gjiku, un monumento culturale del diciottesimo secolo. La casa dove trova sede il museo apparteneva una volta a Emin Gjiku. Nel museo sono conservati oggetti che risalgono sino ai tempi della dominazione ottomana del Kosovo.
L'apertura dell'esposizione permanente del museo risale al 2002, anno in cui antichi abiti, strumenti, oggetti, mobili e armi furono ufficialmente presentati.